# Tatiana Iegórova
Tatiana Vladímirovna Iegórova, rus: Татьяна Владимировна Егорова, (1 de desembre de 1930 - 6 de maig de 2007) fou una botànica russa, doctora en Ciències Biològiques, que va treballar a l'Institut Komarov de Botànica de l'Acadèmia Russa de les Ciències de Sant Petersburg.
Va ser una especialista en el camp de la taxonomia de les plantes i de la nomenclatura botànica. Va ser la major especialista mundial en el gènere Carex. Va ser membre de la Comissió Internacional de la Nomenclatura de Plantes Vasculars.

## Algunes publicacions

### Llibres
- T.V. Iegòrova, Ole Alfred Mathisen, 1962. Causes of fluctuations in the abundance of Oncorhynchus nerka (Walbaum) of the Ozernaya River (Kamchatka). Circular núm. 159 Universitat de Washington. Fisheries Research Institute.
- 1999. The sedges (Carex L.) of Russia and adjacent states (within the limits of the former USSR). Ed. Missouri Botanical Garden Press. 772 pp. ISBN 0915279673.
- tatiana v. Iegòrova, valery i. Grubov. 2000. Plants of Central Asia: plant collections from China and Mongolia. Ed. Science Publishers. 200 pp. ISBN 1578080622.